# Manuel Aldunate
Manuel Aldunate y Avaria (Santiago, 1815-1904) fue un ingeniero y militar chileno. Entre los edificios que proyectó se encuentran el Congreso Nacional, el Palacio Ossa, el Palacio Urmeneta y el Palacio La Alhambra. Además, en el ámbito del mejoramiento urbano, embelleció la capital de Chile con el Parque O'Higgins (anteriormente llamado Parque Cousiño) y algunas obras en el Cerro Santa Lucía.

## Biografía
Hijo del general José Santiago Aldunate y Toro y de Ana Josefa Avaria y Ortiz de Zárate.
Estudió en el Instituto Nacional. Tras su egreso, ingresó a la Escuela Militar. Tras participar en la guerra contra la Confederación Perú-Boliviana regresó a Chile en 1839, donde se dedicó a la agricultura.
Luego ingresó a la Sección de Bellas Artes del Instituto Nacional, graduándose en 1860. Tras su desempeño, fue becado por el Gobierno para estudiar en Francia, regresando a Chile en 1863. De vuelta en el país, el gobierno lo nombró arquitecto del Ministerio de Industrias y Obras Públicas y la Universidad de Chile le otorgó una cátedra en el Curso de Arquitectura.
Elaboró proyectos como el Congreso Nacional, el Parque Cousiño, el Cerro Santa Lucía, la casa consistorial de la municipalidad de Valparaíso, el Mercado Central de Santiago y el edificio de correos.
En 1882 se retiró como arquitecto fiscal y recibió encargos de edificios privados, como la residencia del magnate de la minería José Tomás Urmeneta (que sería demolida en 1923) o la residencia de Claudio Vicuña conocida como "La Alhambra".
Tuvo un hijo que se graduó de médico: Emilio Aldunate Bascuñán.

## Obras
- Almacenes Fiscales (Valparaíso).
- Casa Consistorial (Valparaíso).
- Congreso Nacional (1848) (proyectado originalmente por François Brunet Des Baines y Lucien Hernault).
- Planos del Parque Cousiño.
- Cerro Santa Lucía (proyecto urbano-paisajístico de Benjamín Vicuña Mackenna).
- Mercado Central de Santiago.
- En el mundo privado proyectó las casas de los potentados de la minería:
  - José Tomás Urmeneta (Palacio Urmeneta) .
  - Francisco Ossa Mercado (Palacio La Alhambra, copiado del original ubicado Granada en España).

### Galería

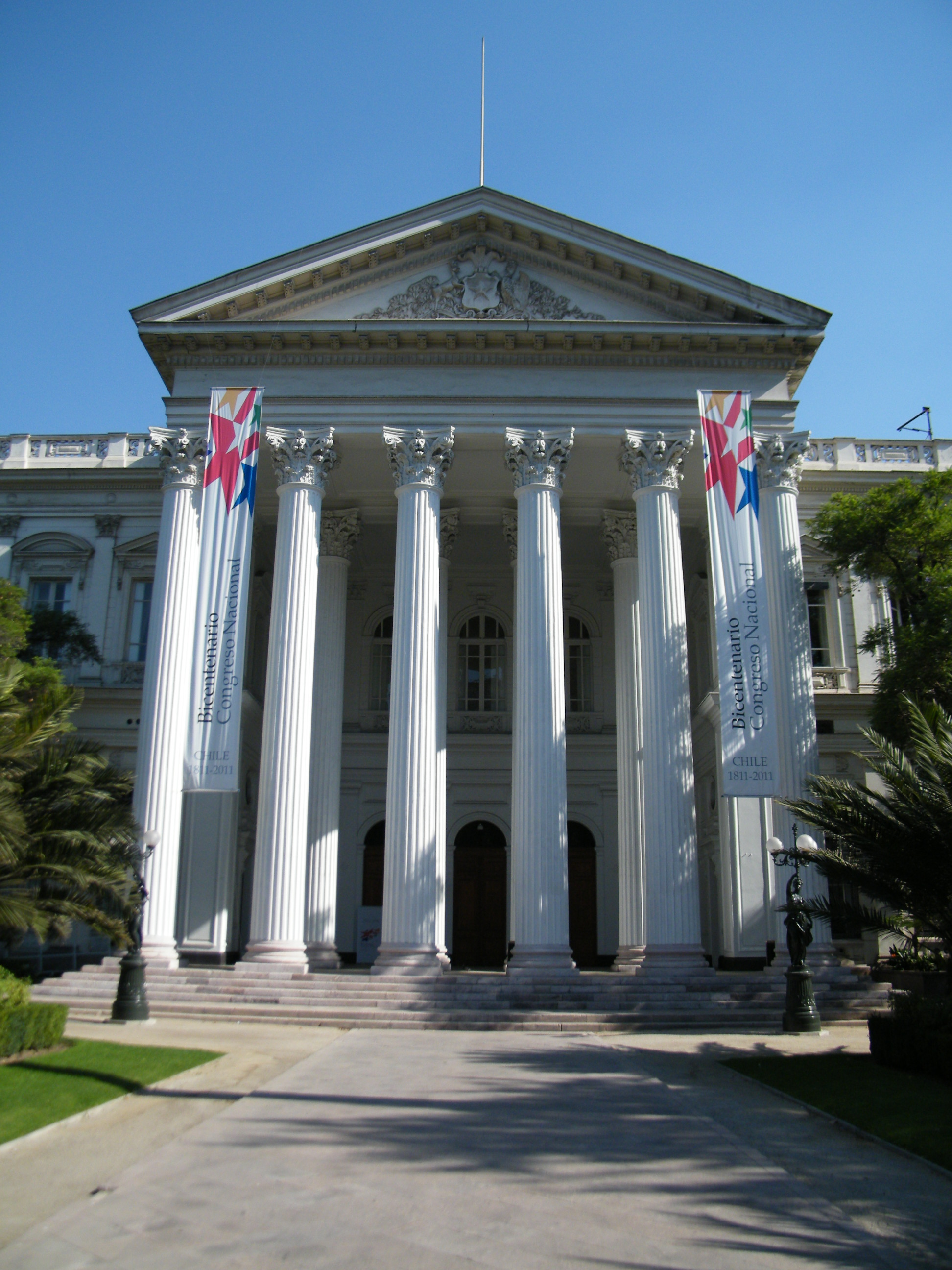
Edificio del ex Congreso Nacional de Chile.
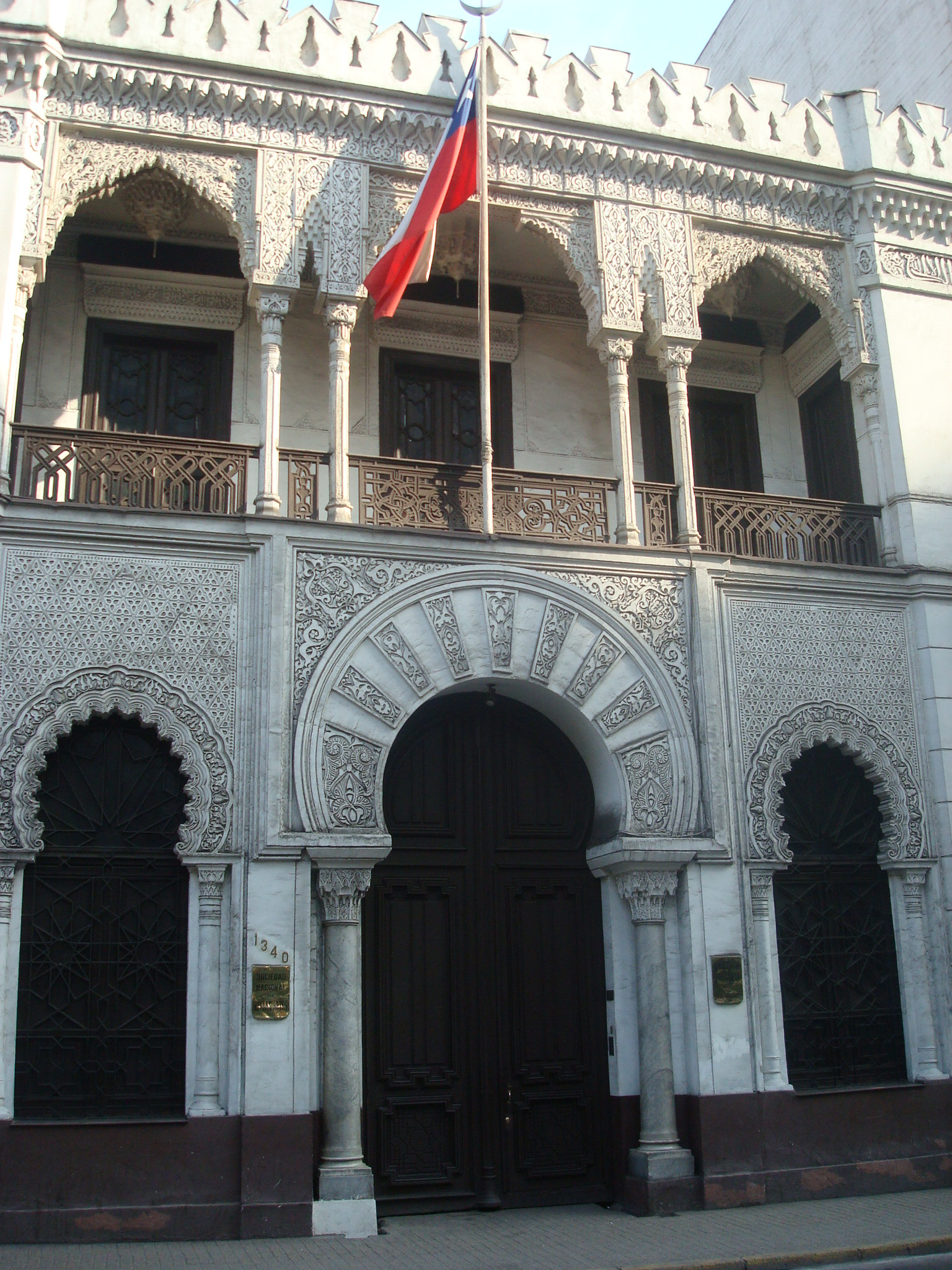
Palacio La Alhambra.
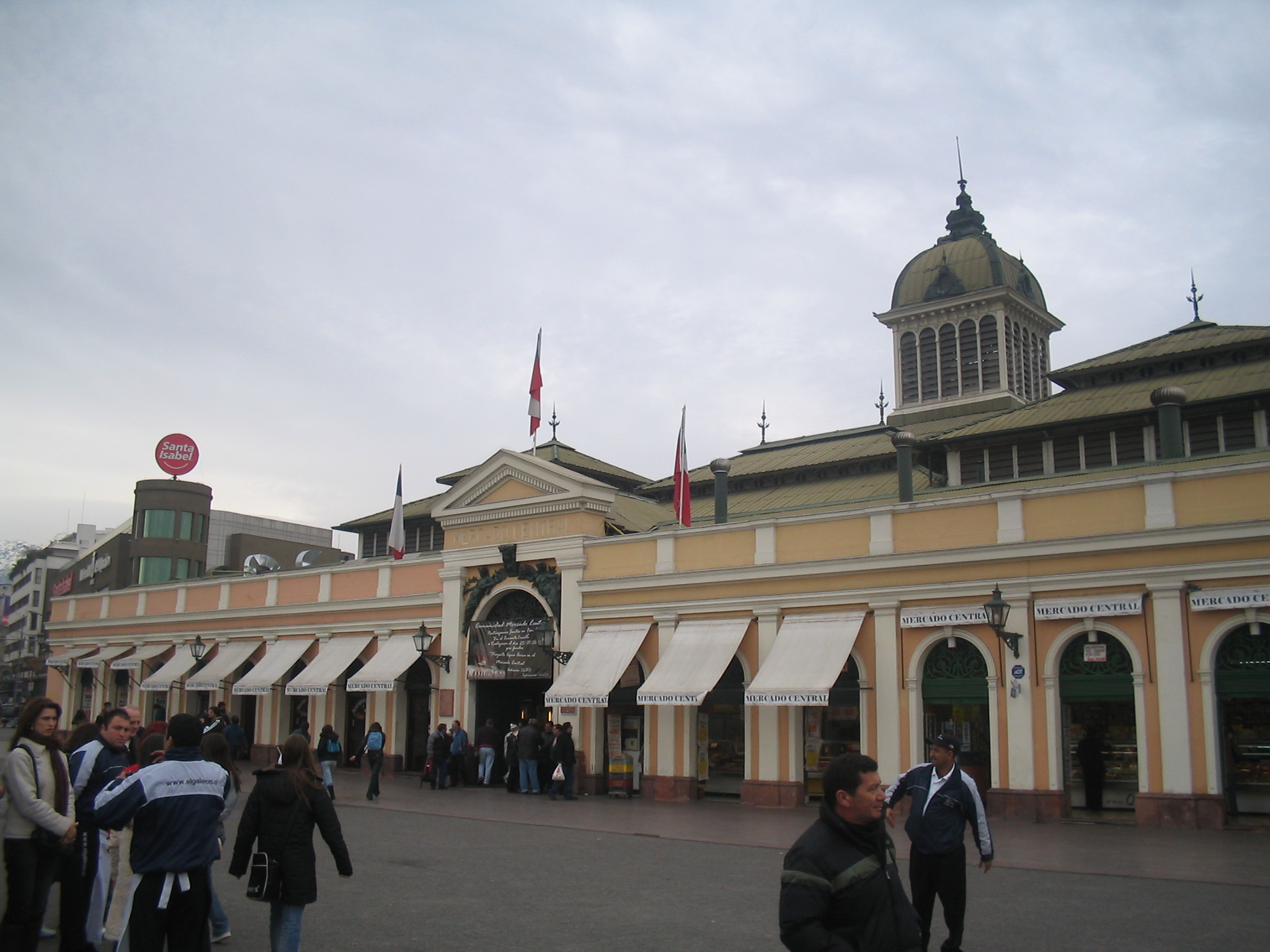
Mercado Central de Santiago.
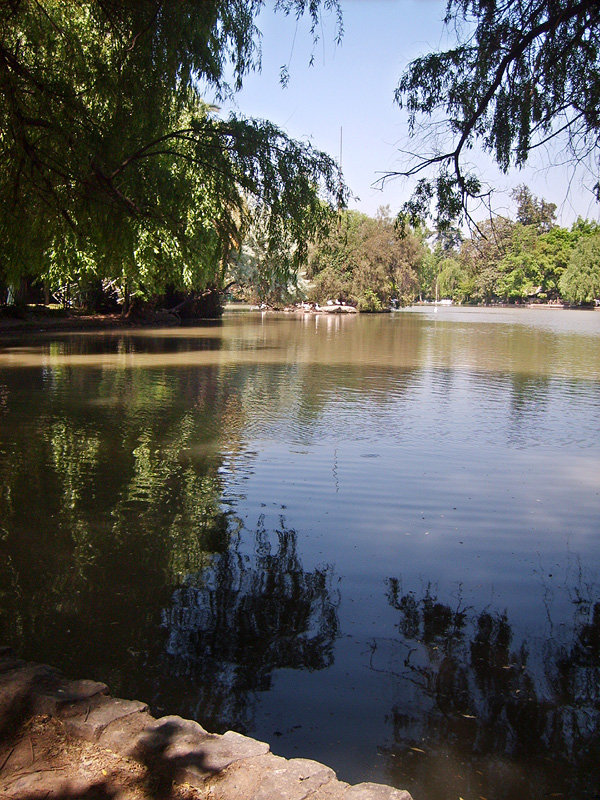
Parque O'Higgins, ex Cousiño.
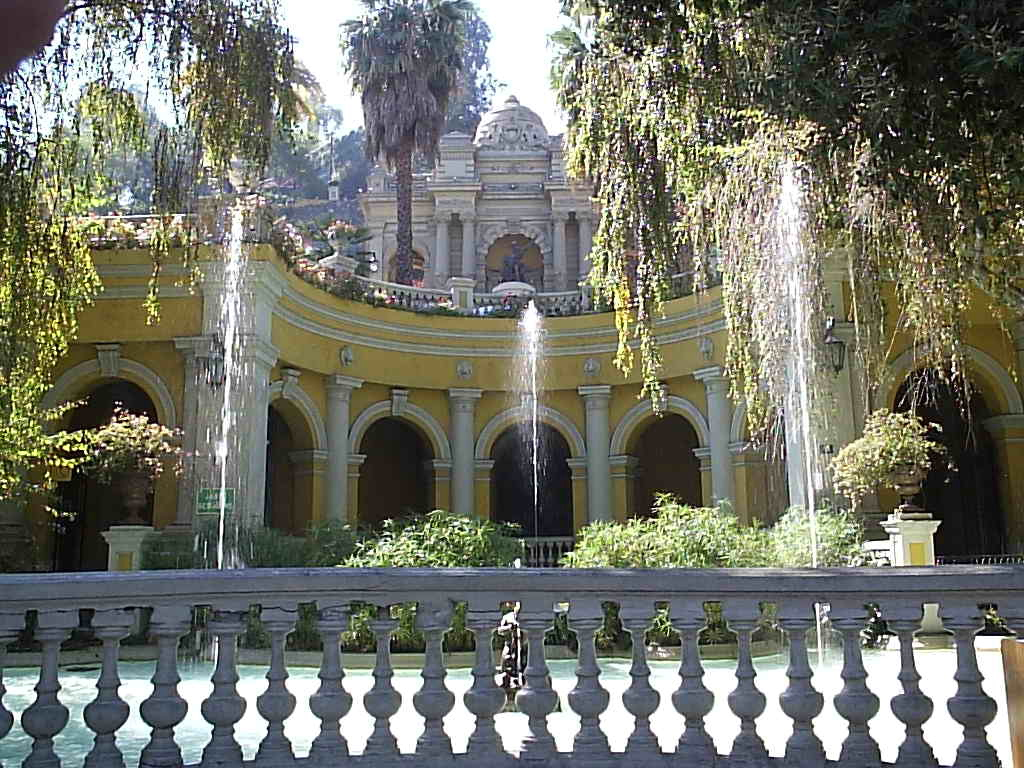
Cerro Santa Lucía.